# Mass Effect 3
Mass Effect 3 è un videogioco action RPG a tema fantascientifico sviluppato da BioWare. Il capitolo conclusivo della trilogia avviata da Mass Effect e Mass Effect 2 è stato annunciato ufficialmente l'11 dicembre 2010 per uscire, a differenza dei primi due capitoli della serie, in contemporanea su Microsoft Windows, Xbox 360 e PlayStation 3. La pubblicazione è avvenuta, quindi, il 6 marzo 2012 in Nord America ed il 9 marzo 2012 in Europa. Una versione per Wii U è stata invece annunciata il 5 giugno 2012, per essere poi pubblicata a novembre dello stesso anno, all'uscita della nuova console.

## Trama
Vancouver, Canada. 6 mesi dopo le vicende di Mass Effect 2 - L'Avvento, il comandante Shepard è sotto processo per aver distrutto un portale galattico (Se il giocatore non ha completato il DLC di Mass Effect 2 "L'Avvento", invece, per aver collaborato con l'organizzazione Cerberus) e l'Alleanza dei Sistemi sta iniziando a perdere i contatti con le sue colonie. Il Comitato di Difesa dell'Alleanza, resosi conto della concretezza del pericolo dei Razziatori, convoca Shepard per cercare consigli su come fronteggiare il nemico, ma è ormai troppo tardi per organizzare una difesa: i Razziatori, infatti, sono già arrivati sulla Terra, e proprio durante la riunione attaccano Vancouver annientando qualsiasi resistenza. Shepard, con l'aiuto dell'ammiraglio Anderson, riesce a fuggire dallo scontro: viene quindi reintegrato in servizio e inviato sulla Cittadella per cercare aiuto ma, appena giunto sulla sua Normandy SR-2 (entrata nella flotta dell'Alleanza dei Sistemi in seguito agli eventi di Mass Effect 2), riceve una comunicazione dall'ammiraglio Hackett, che gli ordina di recarsi su Marte per indagare su un'importante stazione di ricerca ospitante antichi archivi Prothean, che ha smesso di rispondere. Sul pianeta rosso il comandante incontra una vecchia conoscenza, Liara T'Soni. Una volta aiutata a liberarsi delle truppe di Cerberus che stavano attaccando la struttura, è proprio lei a rivelargli il motivo della sua visita: sul pianeta sono stati scoperti i progetti di un'arma Prothean potenzialmente in grado di distruggere i Razziatori: ma l'arma è, purtroppo, ancora incompleta, e i progetti hanno bisogno di tempo per essere sviluppati. Inviati i progetti ad Hackett e avviati i lavori di costruzione di questa importante risorsa, Shepard si reca quindi sulla Cittadella, dove incontra il Consiglio.
Questo, pur capendo le ragioni del comandante, si dimostra riluttante a fornire il supporto richiesto dalla Terra perché, dopo il ritorno dei Razziatori, l'intera galassia è in pericolo, e anche altri mondi sono già stati attaccati: la riunione si conclude così, per l'ennesima volta, in un nulla di fatto, ed il comandante è quindi costretto a rivolgersi direttamente agli esponenti politici locali dei Turian, dei Krogan, delle Asari e dei Salarian per ottenere il loro supporto. Questa necessità lo porterà, nel corso dell'intero gioco, a dover risolvere diversi conflitti "cruciali", che erano stati messi in piedi nei precedenti capitoli della trilogia, allo scopo di garantirsi l'appoggio di più specie possibili nello scontro finale contro i Razziatori. Il sostegno dei Turian, ad esempio, sarà legato a quello dei Krogan, gli unici che potrebbero essere capaci di rallentare l'inesorabile avanzata dei Razziatori sul loro pianeta natale Palaven; ma i Krogan, prima di sostenere l'Alleanza, vorranno che venga curata la genofagia, il difetto genetico indotto dai Salarian secoli prima allo scopo di renderli sterili e limitarne la pericolosa espansione nell'universo: sarà compito del giocatore decidere cosa è più opportuno fare.
Mentre Shepard si occupa di stringere nuove alleanze, la costruzione dell'arma Prothean (ribattezzata Crucibolo dai tecnici al lavoro nella sua costruzione) continua a ritmi serrati, ma continua a mancare un componente necessario al suo funzionamento: il Catalizzatore. Non si hanno notizie di questo componente fin quando, raggiunte dai Razziatori, le Asari non decidono di collaborare, rivelando a Shepard di avere qualcosa che potrebbe interessargli sul loro pianeta natale, Thessia. Sul pianeta Shepard trova, nascosta in un tempio, una sonda Prothean contenente una IV ancora funzionante che potrebbe avere informazioni sul Catalizzatore: ma appena cerca di attivarla viene interrotto da un agguato di Kai Leng, assassino di Cerberus, che dopo un breve scontro riesce a sconfiggere Shepard, fin quasi ad ucciderlo, e a rubare i dati. L'eroe, deluso dall'esito della missione su Thessia, decide di cercare il riscatto annientando Cerberus: localizzato il suo quartier generale grazie all'aiuto di Miranda Lawson, ex di Cerberus che ha abbandonato l'organizzazione in seguito agli eventi di Mass Effect 2, Shepard lo conquista, uccide Kai Leng e recupera l'IV Prothean. Attivandola, il comandante scopre che il Catalizzatore è in realtà la Cittadella stessa, e che l'Uomo Misterioso (il capo di Cerberus), controllato dai Razziatori, ha già fornito al nemico quest'informazione: la Cittadella è stata quindi trasferita nel territorio dei Razziatori, in orbita attorno alla Terra, per essere difesa. Non rimane dunque che dare inizio allo scontro finale.
L'obiettivo è combinare il Crucibolo con il Catalizzatore per completare l'arma: ma per far fare questo è necessario che qualcuno raggiunga la Cittadella e l'apra, consentendo il trasporto del Crucibolo al suo interno. Shepard si reca quindi a Londra, dove lo attende l'ammiraglio Anderson. Qui i Razziatori hanno installato un raggio capace di trasferire materiale sulla stazione spaziale, ed usarlo è la loro unica possibilità di arrivare alla Cittadella: neutralizzata una forte resistenza terrestre, Anderson dà dunque inizio all'offensiva verso la base del raggio. Ma l'attacco è bloccato da un Razziatore, l'Araldo (già incontrato in Mass Effect 2 e Mass Effect 2 - L'Avvento) che si posiziona in prossimità del raggio per impedire alle forze di terra di raggiungere la Cittadella. In molti perdono la vita i compagni di Shepard vengono feriti gravemente nel tentativo di eludere il Razziatore: Shepard decide dunque di far evacuare il suo team sulla Normandy. Anche Shepard stesso viene colpito dall'Araldo, ma nonostante le ferite sopravvive e riesce a trascinarsi verso il raggio, in modo da essere trasferito in orbita. Giunto sulla Cittadella, il comandante scopre dunque che anche l'ammiraglio Anderson è sopravvissuto all'attacco, tuttavia è stato inspiegabilmente trasportato in un'altra parte della stazione. Scopre inoltre che, sulla Cittadella, i Razziatori stanno cercando di costruire un nuovo Razziatore Umano, analogo a quello sconfitto nella base dei Collettori in Mass Effect 2, utilizzando il materiale genetico dei terrestri catturati. Infine, arrivato al pannello di controllo della stazione, ritrova Anderson: ma improvvisamente, proprio quando l'ammiraglio sta per aprire le braccia della Cittadella, interviene l'Uomo Misterioso, ancora sotto il controllo dei Razziatori.
Anderson viene ferito, ma Shepard riesce ad uccidere l'Uomo Misterioso, o, a seconda delle scelte del giocatore, a convincerlo ad uccidersi, permettendogli di aprire la Cittadella. Tutto sembra finito e Shepard si avvicina ad Anderson, ormai morente, per sostenerlo; ma proprio quando quest'ultimo muore l'eroe viene contattato dall'ammiraglio Hackett, che gli chiede di fare qualcosa perché il Crucibolo non sta funzionando. Confuso, nel tentativo di rialzarsi per raggiungere il pannello di controllo Shepard perde conoscenza, indebolito dalle ferite. Mentre è privo di sensi, la parte di pavimento su cui giace si solleva, trasportandolo verso l'alto.
Al suo risveglio, il protagonista si trova davanti un'IA che si identifica come il Catalizzatore e annuncia di essere l'entità che controlla i Razziatori.
Questa gli rivela che il ciclo di distruzione delle civiltà organiche che i Razziatori portano avanti da migliaia di anni non è altro che un tentativo di ristabilire l'ordine in un universo dominato dal caos degli esseri biologici: anche se i Razziatori non li annientassero periodicamente, loro finirebbero per morire combattuti dai sintetici da loro stessi creati, come stava succedendo nella guerra tra i Quarian e i Geth. Sintetici particolarmente evoluti, poi, potrebbero distruggere ogni forma di vita nella galassia: i Razziatori, invece, nei loro attacchi periodici distruggono soltanto le civiltà più avanzate, preservando le più giovani. Ma la presenza stessa di Shepard sulla Cittadella, in quel momento, indica che la "soluzione" non è più valida: l'eroe è arrivato dove nessun altro organico era arrivato prima. Gli vengono quindi prospettate 3 alternative:
- Distruggere i Razziatori (insieme alla loro tecnologia, inclusi i portali galattici e la Cittadella) ponendo fine al loro ciclo di sterminio.
- Controllare i Razziatori (insieme alla loro tecnologia), se pensa di poterci riuscire, sacrificandosi per entrare a far parte di loro.
- Avviare, se la potenza militare effettiva ottenuta dal giocatore durante l'intero Mass Effect 3 è alta, una sinergia tra i sintetici e gli organici, mescolando le loro migliori caratteristiche fisiche e mentali e dando così origine ad una forma di vita completamente nuova (paragonabile a Shepard stesso, in parte sintetico).

Tutti i finali portano alla distruzione dell'intera rete dei portali galattici e, potenzialmente, alla distruzione della Cittadella e alla morte di Shepard: con una forza militare effettiva sufficientemente alta e optando per la distruzione, tuttavia, è possibile ottenere una scena aggiuntiva nel quale Shepard, inquadrato per un istante, sembra essere ancora in vita. 

### Finale esteso
Installando il DLC gratuito Mass Effect 3: Extended Cut è poi possibile vedere altre scene aggiuntive che chiariscono i finali:
- Distruzione: i Razziatori vengono distrutti (anche i geth e IDA verranno uccisi), i portali galattici e la Cittadella sono danneggiati gravemente, ma nel tempo tutto si potrà riparare
- Controllo: Shepard muore ma la sua personalità e i suoi ricordi vivranno per sempre nella mente collettiva dei Razziatori, che si impegneranno a ricostruire ciò che hanno distrutto e nel difendere la galassia ed i compagni da eventuali pericoli.
- Sintesi: Shepard si sacrifica per consentire l'unione tra i Razziatori e gli organici. Quando questa avviene, i Razziatori diffondono la loro conoscenza tra tutte le specie: con le varie migliorie intellettuali e fisiche, le nuove forme di vita riusciranno anche a trascendere la mortalità.

È inoltre stato aggiunto ai tre finali già presenti un quarto finale:
- Rifiuto: Tramite delle precise scelte di dialogo con il Catalizzatore, o sparando a quest'ultimo una volta riassunti i comandi, Shepard si rifiuterà di usare il Crucibolo: il Catalizzatore farà quindi continuare il ciclo di distruzione dei Razziatori. In questo caso verrà poi visualizzata una scena, ambientata in un pianeta sconosciuto, in cui viene mostrata una capsula del tempo di Liara contenente i piani del Crucibolo e informazioni per fermare i Razziatori. Verrà poi mostrata, nell'ultima scena, una femmina con un bambino di una specie sconosciuta, al posto dell'uomo mostrato scegliendo uno degli altri tre finali: ella spiegherà al bambino come, grazie alle informazioni contenute nella capsula, nel successivo ciclo di distruzione si sia riusciti a sconfiggere i Razziatori.

## Modalità di gioco

Shepard e Garrus durante una sparatoria

### Classi
In Mass Effect 3 vi sono 6 classi disponibili, che ricalcano quelle già presenti nei primi due capitoli della trilogia:
- Adepto: È uno specialista biotico in grado di aver ragione di un gran numero di nemici senza sparare un solo colpo: grazie a poteri come Singolarità (prerogativa della sua classe) può, ad esempio, sollevare nemici nascosti dietro un riparo o scagliarli violentemente contro le pareti.
- Ingegnere: È uno specialista della tecnologia in grado, tra l'altro, di dispiegare droni da combattimento sul campo di battaglia in modo da distrarre i nemici o forzarli ad abbandonare le loro coperture. Grazie a Sabotaggio può inoltre violare l'IA dei nemici sintetici per indurli ad attaccare temporaneamente i loro alleati.
- Soldato: Guerriero tenace e resistente, è capace di concentrarsi sui suoi obiettivi con una precisione letale grazie al suo addestramento avanzato ed al processore sinaptico oculare di cui è dotato. La sua è l'unica classe in grado di utilizzare le granate e tutti i tipi di munizioni speciali.
- Incursore: Specialista sia militare che tecnico, è l'unica classe che possiede l'abilità Occultamento Tattico, con la quale può celarsi temporaneamente agli occhi dei nemici e ai sensori degli strumenti di rilevazione.
- Sentinella: Specialista sia biotico che tecnico, è piuttosto versatile e in grado di fronteggiare qualunque situazione. Può sovraccaricare gli scudi dei nemici per poi finirli con le abilità biotiche e possiede una corazza tecnologica che lo protegge dal fuoco nemico; se necessario, questa corazza può essere utilizzata anche come arma a corto raggio per stordire tutti i nemici più vicini.
- Ricognitore: Specialista biotico e militare, possiede uno stile di combattimento rischioso ma letale, in base al quale stordisce i nemici con i propri poteri biotici per poi avvicinarsi e finirli con armi a corto raggio.

Contrariamente a Mass Effect e Mass Effect 2, però, il protagonista, indipendentemente dalla classe selezionata, può utilizzare tutte le armi disponibili senza necessità di alcun addestramento. Invece di limitare le tipologie di armi che ogni classe può utilizzare, il gioco assegna ad ogni singola arma un peso, e a seconda della classe il giocatore può sopportare più o meno carico: i soldati possono trasportare più peso, mentre gli adepti e gli ingegneri ne sopportano di meno. Mantenendosi al di sotto della capacità di carico del proprio personaggio si guadagna un bonus nel tempo di ricarica dei poteri che può arrivare a ridursi del 200%, mentre eccedendo si riceve una penalità che può incrementare il tempo necessario del 200%. Il peso da trasportare può essere ridotto acquistando nuove revisioni delle armi, generalmente più leggere, o potenziamenti che, se installati su un'arma, riducono leggermente il suo peso. Analogamente a Mass Effect è infatti possibile potenziare le armi con moduli (come canne estese o mirini) che ne migliorano varie caratteristiche (generalmente il danno, la precisione o la capienza).

### Nuove caratteristiche
Anche in Mass Effect 3 è possibile importare un personaggio dai precedenti capitoli della serie. Tuttavia, se si decide di iniziare il gioco con un nuovo personaggio è possibile scegliere fra 3 modalità:
- Azione: Incentrata sui combattimenti, la modalità azione fa sì che le conversazioni seguano percorsi predefiniti, così come la reputazione Eroe/Rinnegato del giocatore, e che gli scontri si svolgano con il livello di difficoltà preferito.
- Storia: Incentrata sull'interattività della trama, essa fa in modo che si possano scegliere gli esiti delle conversazioni e così decidere la reputazione del personaggio, tuttavia i combattimenti risulteranno particolarmente semplici.
- RPG: Somma delle due modalità precedenti, è quella predefinita della saga: le risposte vanno selezionate manualmente e la difficoltà dei combattimenti è a discrezione del giocatore.

In ogni caso sono state apportate diverse modifiche alle meccaniche di combattimento, che ora pongono maggiore enfasi sulla visuale in terza persona del gioco: il protagonista può ora compiere una serie di movimenti programmati che gli permettono di scavalcare barriere senza prima utilizzarle come copertura, scivolare da una copertura all'altra con rapidità, schivare i colpi dei nemici ed eseguire attacchi corpo a corpo spettacolari, diversi per ogni classe di personaggio. È inoltre possibile utilizzare le scale a pioli per spostarsi negli edifici: questo ha permesso agli sviluppatori di dividere i campi di combattimento in più livelli offrendo così ai giocatori maggiori opportunità strategiche. Grazie al supporto per Kinect, è infine possibile controllare i propri compagni di squadra tramite comandi vocali. Ad ogni modo anche la difficoltà e la complessità degli scontri è stata incrementata, dotando i nemici di una nuova intelligenza artificiale.

#### Risorse di guerra
Il sistema di scansione di Mass Effect 2 è stato poi sostituito: invece di analizzare individualmente ogni pianeta, la Normandy è ora capace di scansionare intere porzioni dei sistemi planetari che visita in cerca di elementi preziosi o risorse di guerra. Queste, insieme alla reattività galattica, influiscono direttamente sull'esito finale della guerra contro i Razziatori: rappresentano infatti le persone, le organizzazioni e le attrezzature che il Comandante Shepard è riuscito ad unire sotto il suo comando nel corso del gioco, portando a termine le missioni o esplorando nuove parti della galassia. Risorse che, sommate, danno la forza militare totale: la reattività galattica rappresenta invece la percentuale di queste risorse che è pronta intervenire in caso di necessità, definendo quindi la forza militare effettiva, il parametro che determina il finale.
La reattività galattica può essere migliorata partecipando al programma Galaxy At War, quindi giocando a Mass Effect: Infiltrator, sparatutto in terza persona per iOS ed Android incentrato sulle vicende di un membro di Cerberus, utilizzando Mass Effect Datapad, applicazione per iOS contenente la mappa galattica, il codex e alcuni minigiochi che influenzano questo parametro, o la modalità multiplayer cooperativa dello stesso Mass Effect 3.

#### Multiplayer cooperativo
Il multiplayer cooperativo di Mass Effect 3 contrappone il giocatore e fino a 3 suoi amici agli attacchi di 11 ondate consecutive di nemici, che possono includere soldati di Cerberus, dei Razziatori, dei Collettori o truppe Geth, all'interno di campi di combattimento appartenenti allo stesso universo della campagna a singolo giocatore. Vincendo questi scontri si ottiene un miglioramento della reattività galattica nella modalità campagna, e i personaggi che raggiungono il livello 20 possono essere promossi a risorse di guerra Settare una difficoltà elevata impone un gioco di squadra più tattico e ponderato, poiché i nemici diventano più duri ed organizzati.
Nel multigiocatore sono presenti le sei classi del giocatore singolo, ognuna delle quali comprende vari personaggi di varie razze.

### Importare i save-games di Mass Effect 2
Il sistema di importazione dei salvataggi introdotto in Mass Effect 2 è stato confermato in Mass Effect 3, il che comporta la continuità in termini di background lungo l'intera trilogia e gli effetti su quest'ultimo capitolo delle decisioni prese nei primi due. Esiste, tuttavia, almeno un possibile finale di Mass Effect 2 per cui il trasferimento del save-game della partita non è possibile. In tal caso, il giocatore deve scegliere un finale diverso in tale capitolo o partire con un nuovo personaggio in Mass Effect 3.

## Personaggi
- Comandante Shepard - Inizialmente sollevato dal comando per gli avvenimenti di Mass Effect 2 - L'Avvento, Shepard viene reintegrato in servizio non appena la Terra viene attaccata: il suo compito sarà quello di unire i popoli delle sei maggiori razze della galassia contro i Razziatori.
- Ammiraglio Anderson - Promosso ad Ammiraglio dopo Mass Effect, all'inizio di Mass Effect 3 Anderson è sulla Terra per assistere al processo che vede Shepard come imputato: in seguito all'arrivo dei Razziatori decide di restarvi per combattere nelle file della resistenza, ma si mantiene in contatto con il comandante via ologramma.
- Jeff "Joker" Moreau - Confermato dall'Alleanza come pilota della Normandy SR-2, durante la ristrutturazione della nave decide di salvare IDA dalla cancellazione facendole fingere di non essere un'IA libera: lo stratagemma funziona, e IDA torna così in Mass Effect 3.
- Uomo Misterioso - Ossessionato dalla ricerca di un metodo per controllare i Razziatori e la loro tecnologia, in Mass Effect 3 l'Uomo Misterioso, sempre a capo di Cerberus, diventa uno dei principali antagonisti di Shepard: appare in vari punti del gioco, fino alla missione finale.
- Kai Leng - Ex soldato N7, viene arruolato da Cerberus per la sua attitudine xenofobica e la sua grande abilità nel corpo a corpo. In vari punti del gioco, aiutato da Cerberus, mette in seria difficoltà il comandante Shepard, fin quasi ad ucciderlo.
- Ammiraglio Steven Hackett- Comandante della flotta dell'Alleanza e in seguito comandante delle flotte per la riconquista della Terra.

### Compagni di squadra
Il numero di compagni di squadra arruolabili scende da 12 a 7, uno in più rispetto al primo Mass Effect: BioWare ha giustificato questa scelta con la volontà di concentrarsi su meno relazioni per renderle più interessanti e articolate.
- Liara T'Soni - Archeologa e biotica Asari, in seguito alle vicende narrate con il DLC di Mass Effect 2 L'Ombra viene a capo dell'Ombra, un'agenzia privata di spionaggio. Reimbarcandosi sulla Normandy trasforma il vecchio ufficio di Miranda Lawson in un centro di comando della sua rete di informatori, mettendo quindi alcuni dei dati in suo possesso a disposizione di Shepard.
- Ashley Williams - Soldato dell'Alleanza, se sopravvissuta alla missione su Virmire nel primo Mass Effect torna in servizio a bordo della Normandy all'inizio del nuovo gioco: nel corso di Mass Effect 3, tra l'altro, avrà la possibilità di diventare il secondo Spettro umano nella storia.

Kaidan Alenko - Sentinella dell'Alleanza, se sopravvissuto alla missione su Virmire nel primo Mass Effect torna in servizio, al posto di Ashley Williams, a bordo della Normandy: in alternativa a quest'ultima ha inoltre la possibilità di essere nominato Spettro.
- Garrus Vakarian - Resosi conto della vicinanza del pericolo rappresentato dai Razziatori durante le sue precedenti missioni con Shepard, nell'arco temporale tra Mass Effect 2 e Mass Effect 3 Garrus Vakarian, se sopravvissuto agli eventi del secondo gioco, prova a convincere la Gerarchia Turian a rafforzare le difese delle colonie Turian e del loro pianeta natale, Palaven. Vi riesce, ma solo parzialmente: la Gerarchia, infatti, sottovalutando il pericolo, si limita a mettere il soldato a capo di una piccola task force che, in seguito all'attacco dei Razziatori, viene incaricata di coordinare gli sforzi difensivi dell'esercito. Deluso, Garrus ritorna sulla Normandy non appena ne ha la possibilità.
- Tali'Zorah - Se non precedentemente esiliata dalla Flotta Migrante per le accuse mosse contro di lei in Mass Effect 2, e se sopravvissuta alla missione finale del secondo gioco, in Mass Effect 3 Tali viene promossa ad Ammiraglio, in occasione della campagna di riconquista del pianeta natale Rannoch, per l'approfondita conoscenza dei suoi occupanti Geth. Successivamente, reincontrato Shepard, a seconda dell'esito dello scontro può scegliere di tornare o no a bordo della Normandy.
- IDA - In seguito all'abbandono di Cerberus da parte di Shepard IDA, ormai libera da qualsiasi vincolo progettuale, aiuta l'equipaggio della Normandy a sfuggire all'Uomo Misterioso disattivando tutti i sistemi di localizzazione e di controllo remoto. Quando l'Alleanza entra in possesso della nave spaziale, poi, su suggerimento di Joker si finge una semplice intelligenza virtuale (IV) per evitare la cancellazione riservata alle intelligenze artificiali libere, capaci di prendere autonomamente delle decisioni, considerate pericolose. Torna così in Mass Effect 3, nel quale controlla una nave spaziale ristrutturata dall'Alleanza: ma nel nuovo gioco, diversamente dal precedente, ha la possibilità di scendere sul campo di battaglia controllando a distanza un androide, incontrato durante la missione "Marte", precedentemente costruito da Cerberus , diventando quindi a tutti gli effetti parte della squadra. A seconda delle scelte e del comportamento del giocatore, può inoltre avviare una relazione sentimentale con Joker.
- James Vega - Soldato delle Forze Speciali dell'Alleanza, è con il protagonista fin dall'inizio, a Vancouver: in seguito all'attacco dei Razziatori lo segue sulla sua nave ed entra a far parte della sua squadra. Nel corso del gioco ha la possibilità di entrare a far parte del programma N7.
- Javik - Soldato Prothean (nonché ultimo rappresentante vivente della sua razza) è disponibile come compagno di squadra soltanto per i possessori della N7 Collector's Edition o della N7 Digital Deluxe edition del gioco e per gli acquirenti del DLC Dalle ceneri.

### Altri personaggi
Nel gioco sono comunque presenti, in misura minore, molti dei personaggi incontrati nei due precedenti capitoli della serie (a patto che non siano stati uccisi nei primi due giochi), e con alcuni è possibile continuare relazioni precedentemente iniziate:
- Miranda Lawson - Abbandonata l'organizzazione terroristica dell'Uomo Misterioso insieme a Shepard dopo la sconfitta dei Collettori, Miranda si occupa principalmente di proteggere la sorella Oriana dal padre: se sostenuta da Shepard, sopravvivendo ad un agguato di Kai Leng potrà aiutare il protagonista a localizzare la base di Cerberus.
- Jacob Taylor - Uscito da Cerberus dopo la sconfitta dei Collettori, ora Jacob cerca di aiutare altri membri a lasciare con lui l'organizzazione.
- Urdnot Wrex - Dopo Mass Effect Wrex è, di fatto, il più importante dei capi clan Krogan: dopo averlo ritrovato in Mass Effect 2, in Mass Effect 3 Shepard lo incontra dunque durante un summit tra i massimi esponenti degli eserciti Turian, Salarian e Krogan. Nel caso fosse stato ucciso in Mass Effect, come in Mass Effect 2 il suo posto verrà preso dal fratellastro Wreav.
- Grunt - In seguito a Mass Effect 2 Grunt viene nominato capo della compagnia Aralakh, una squadra formata dai più forti combattenti Krogan viventi.
- Thane Krios - Ormai nella fase terminale della sindrome di Kepral, Thane viene incontrato da Shepard all'Huerta Memorial Hospital, nelle fasi iniziali del gioco.
- Mordin Solus - Resosi conto che creare la genofagia era stato un errore, in Mass Effect 3 Mordin si dedica alla ricerca di una cura lavorando su Sur'Kesh, pianeta natale dei Salarian. Nel caso fosse morto in Mass Effect 2, il suo ruolo è preso da un altro Salarian, Padok Wiks.
- Samara - Incontrata durante un'investigazione in un tempio di Ardat-Yakshi, Samara rivela di essere lì per salvare due delle sue figlie, affette dalla stessa anomalia genetica di Morinth.

Morinth - In Mass Effect 3 Morinth non viene mai incontrata personalmente; si ricevono però alcune sue notizie, direttamente da lei (via e-mail) o grazie alle fonti dell'Ombra. Sarà poi comunque possibile "incontrarla" trasformata in Banshee, durante la missione finale a Londra.
- Legion - In Mass Effect 3 Legion viene trovato da Shepard durante l'assalto dei Quarian a Rannoch.
- Jack - Viene incontrata da Shepard all'Accademia Grissom, dove insegna nell'ambito di un progetto (il progetto Ascension) di formazione di giovani biotici.
- Zaeed Massani - È possibile incontrarlo durante una missione secondaria nella Cittadella soltanto se, importando i salvataggi di Mass Effect 2, lo si è reclutato nella propria squadra nel relativo DLC.
- Kasumi Goto - Come Zaeed, la si incontra nella Cittadella solo se la si è reclutata nel DLC a lei dedicato in Mass Effect 2.

### Cerberus
- Soldato d'assalto: la fanteria di Cerberus, composta esclusivamente da umani armati di fucili d'assalto, mitragliatrici e pistole.
- Centurione: Soldati di Cerberus meglio armati. Sono protetti da scudi, usano fucili d'assalto, fucili a pompa e fumogeni per nascondere i loro spostamenti.
- Guardiano: Soldati di Cerberus dotati di scudo antisommossa che li protegge dai danni e armati di mitragliette e pistole.
- Phantom: Soldati modificati geneticamente con impianti cibernetici per aumentarne l'agilità, armati di spada e capaci di occultarsi. Sono protetti da barriere biotiche.
- Nemesi: Soldati di Cerberus, prevalentemente donne, addestrati all'uso di fucili di precisione, con il quale possono utilizzare l'abilità assassinio, che infligge molti danni. Sono protetti da scudi.
- Ingegnere militare: Specialista tecnico in grado di piazzare potenti torrette. Protetto da scudi, è in grado di utilizzare pistole e mitragliette. Può inoltre riparare i mech Atlas facendogli recuperare gli scudi.
- Atlas: Enorme mech bipede, protetto da corazza e scudi e armato di mitragliatrice pesante e lanciarazzi.
- Dragoon: Soldato corazzato dotato di potenti fruste tecnologiche con le quali colpisce il nemico. Letale a distanza ravvicinata.

### Razziatori
- Mutante: Sorta di zombie antropomorfo ottenuto dagli umani attraverso un processo nel quale le vittime vengono impalate in spuntoni meccanici e trasformate. Attaccano solo in corpo a corpo.
- Cannibale: Creatura umanoide che non è altro che un Batarian modificato dai Razziatori. Sono armati di fucile al plasma e possono nutrirsi di cadaveri per aumentare la loro difesa.
- Predatore: Turian modificati con impianti cibernetici, i predatori sono unità di fanteria armate con fucili d'assalto e protette da scudi. Possono inoltre aumentare la difesa di mutanti e cannibali.
- Devastatore: Rachni modificato dai razziatori, il devastatore è un essere insettiforme che funge da artiglieria grazie ai cannoni montati sul dorso. Hanno una corazza e una volta uccisi rilasciano acido e uno sciame di piccole creature.
- Bruto: Colosso formato da una miscela di tessuti Turian e Krogan, il bruto è molto pericoloso in quanto può uccidere le vittime con un singolo pugno. Il bruto è protetto da una corazza molto resistente.
- Banshee: Asari dotate di geni Ardat-Yakshi modificate dai razziatori. Può attaccare in corpo a corpo ma anche utilizzare molti poteri biotici che assorbono energia al giocatore. Protetta da corazza e barriera biotica è in grado di teletrasportarsi con scatti biotici.
- Sciame: Piccoli insetti che provengono dalle sacche dei Devastatori che rilasciano acido una volta morti. Molto deboli.

### Collettori
I Collettori sono esseri insettiformi che vivono oltre il portale di Omega 4. Tutte le unità possono essere possedute dall'Araldo.
- Soldato: Unità di fanteria standard dei collettori, sono armati con un fucile d'assalto e una lama per il combattimento in mischia. I soldati posseduti possono creare una tela protettiva e sono protette da barriera biotica.
- Capitano: Una variante del soldato, i capitani dei collettori vengono scelti tra i soldati migliori. Sono armati di fucili d'assalto e lama per il corpo a corpo, inoltre hanno una barriera protettiva. Le unità possedute creano una tela protettiva e sono protette da una barriera biotica.
- Abominio: Un mutante simile a quello creato dai Razziatori, reso ancora più letale dalla tecnologia dei collettori. Attacca unicamente in mischia, ma una volta ucciso esplode. Gli abomini posseduti presentano una barriera e una volta morti creano un'enorme esplosione.
- Progenie: Mutante dalle dimensioni molto maggiori formato da corpi dei normali mutanti fusi insieme. Sul dorso presenta delle sacche che proteggono i punti deboli e potenziano il cannone al plasma, la loro arma primaria. Le progenie possedute, oltre al cannone, utilizzano granate a grappolo e presentano una barriera biotica che protegge la loro già ottima corazza.
- Praetorian: Enorme mutante aracniforme, il Praetorian può sparare un doppio raggio particellare e creare un'esplosione biotica che uccide i bersagli all'istante. Possiede anche l'abilità di fluttuare in aria. I Praetorian posseduti possono sparare dei razzi a inseguimento e hanno una barriera più potente rispetto alle normali unità, oltre ad una corazza resistentissima.
- Sciame cercatore: sciame di piccoli insetti che si ammassano intorno al nemici impedendo la ricarica dei poteri e degli scudi.

### Geth
- Soldato: Le principali unità di fanteria che formano il grosso dell'armata Geth. Sono armati di fucili ad impulsi e non hanno protezioni speciali.
- Lanciarazzi: Soldati Geth potenziati addestrati all'uso del lanciarazzi e dotati di scudi protettivi. La loro arma primaria è il lanciamissili ML-77.
- Incendiario: Geth potenziati protetti sia da corazza che da scudi. Sono molto più resistenti degli altri Geth e usano il lanciafiamme.
- Cacciatore: Soldato Geth protetto da scudi che gli permettono di occultarsi. Solitamente si avvicina furtivamente alla vittima per colpirla con il suo potente fucile a pompa al plasma.
- Bombardiere: Drone d'assalto aereo protetto da scudi e corazza. Si muove molto velocemente e può colpire con impulsi energetici o granate.
- Nucleo: La più potente delle unità dei Geth: grande il doppio del normale, il nucleo Geth è armato con un potentissimo cannone a impulsi e protetto da scudi e corazza. Può inoltre schierare droni da combattimento e torrette.

### Relazioni
Le relazioni sentimentali possibili in Mass Effect 3 sono 10. Alcune possono esclusivamente continuare da uno dei precedenti giochi, altre possono continuare o essere instaurate ex-novo ed altre ancora, riguardando nuovi personaggi, devono necessariamente partire da zero:
- Le relazioni che devono necessariamente essere importate sono quelle con Miranda Lawson, Tali'Zorah o Jack per Shepard maschio, e quelle con Garrus Vakarian o Thane Krios per Shepard femmina. Un discorso a parte va fatto per Kelly Chambers, assistente del comandante sulla Normandy SR-2 Cerberus in Mass Effect 2, alla quale viene dedicata un'apparizione bonus in Mass Effect 3 solo se Shepard (indipendentemente dal fatto che sia maschio o femmina) ha flirtato con lei nel precedente capitolo.
- Le relazioni che, a scelta, possono continuare o cominciare nel gioco riguardano Ashley Williams (Shepard maschio), Kaidan Alenko e Liara T'Soni (entrambi disponibili per ambedue i sessi).
- Infine, le relazioni che devono necessariamente cominciare nel gioco riguardano Diana Allers, Samantha Traynor (la nuova assistente del comandante) e Steve Cortez (il pilota della navetta).

Le relazioni con Samantha Traynor e Steve Cortez, a differenza delle altre (che possono essere esclusivamente eterosessuali oppure, a scelta del giocatore, eterosessuali od omosessuali), possono essere esclusivamente omosessuali.

### Razze
Le razze presenti in Mass Effect 3 sono le stesse già incontrate in Mass Effect e in Mass Effect 2.

## Doppiaggio
| Personaggio                   | Doppiatore inglese       | Doppiatore italiano  |
| ----------------------------- | ------------------------ | -------------------- |
| Shepard (uomo)                | Mark Meer                | Claudio Moneta       |
| Shepard (donna)               | Jennifer Hale            | Cinzia Massironi     |
| Kaidan Alenko                 | Raphael Sbarge           | Lorenzo Scattorin    |
| Ashley Williams               | Kimberly Brooks          | Jenny De Cesarei     |
| Jeff 'Joker' Moreau           | Seth Green               | Roger Mantovani      |
| IDA                           | Tricia Helfer            | Giuliana Atepi       |
| Liara T'Soni                  | Ali Hillis               | Francesca Perilli    |
| James Vega                    | Freddie Prinze Jr.       | Marco Benedetti      |
| Garus Vakarian                | Brandon Keener           | Renato Novara        |
| Javik                         | Ike Amadi                | Alberto Olivero      |
| David Anderson                | Keith David              | Marco Balbi          |
| Amm. Steven Hackett           | Lance Henriksen          | Gabriele Calindri    |
| Uomo Misterioso               | Martin Sheen             | Oliviero Corbetta    |
| Kai Leng                      | Troy Baker               | Valerio Amoruso      |
| Samantha Traynor              | Alix Wilton Regan        | Elisabetta Spinelli  |
| Diana Allers                  | Jessica Chobot           | Mavi Felli           |
| Donnel Udina                  | Bill Ratner              | Antonio Paiola       |
| Cap. Bailey                   | Michael Hogan            | Aldo Stella          |
| Ten. Steve Cortez             | Matthew Del Negro        | Maurizio Merluzzo    |
| Urdnot Wrex                   | Steven Barr              | Renzo Ferrini        |
| Grunt                         | Steve Blum               | Marco Balzarotti     |
| Mordin Solus                  | William Salyers          | Pino Pirovano        |
| Legion                        | D.C. Douglas             | Maurizio Desinan     |
| Jack                          | Courtenay Taylor         | Greta Bortolotti     |
| Tali'Zorah Vas Neema          | Ash Sroka                | Ludovica De Caro     |
| Miranda Lawson                | Yvonne Strahovski        | Maura Marenghi       |
| Jacob Taylor                  | Adam Lazarre-White       | Silvio Pandolfi      |
| Zaeed Massani                 | Robin Sachs              | Marco Pagani         |
| Samara                        | Maggie Baird             | Patrizia Scianca     |
| Thane Krios                   | Keythe Farley            | Luca Bottale         |
| Kasumi Goto                   | Kym Hoy                  | Francesca Jemma      |
| Aria T'Loak                   | Carrie-Anne Moss         | Elda Olivieri        |
| Amm. Shala'Raan vas Tonbay    | Shohreh Aghdashloo       | Cristina Giolitti    |
| Amm. Daro’Xen Vas Moreh       | Claudia Black            | Simona Biasetti      |
| Amm. Zaal'Koris Van Qwib Qwib | Martin Jarvis            | Raffaele Fallica     |
| Amm. Han'Gerrel Vas Neema     | Simon Templeman          | Oliviero Cappellini  |
| Primarca Victus               | Daniel Riordan           | Domenico Brioschi    |
| Eva                           | Lani Minella             | Caterina Rochira     |
| Maya Brooks                   | Siobhan Hewlett          | Debora Magnaghi      |
| Bambino Stellare              |                          | Tommaso Sandri       |
| Stargazer (uomo)              | Buzz Aldrin              | Natale Ciravolo      |
| Stargazer (donna)             | Christine Dunford        | Elisabetta Cesone    |
| Altri personaggi              |                          |                      |
| Avina                         | Dannah Feinglass Phirman | Benedetta Ponticelli |
| Balak                         | Fred Tatasciore          | Francesco Cataldo    |
| Barla Von                     | John Wright              | Raffaele Fallica     |
| Bray                          | David Lodge              | Alessandro Lussiana  |
| Codex                         | Neil Ross                | Marco Balzarotti     |
| Conrad Verner                 | Jeff Page                | Ruggero Andreozzi    |
| Cons. Esheel                  | Grey Griffin             | Silvana Fantini      |
| Cons. Irissa                  | Susan Eisenberg          | Silvana Fantini      |
| Cons. Quentius                |                          | Giorgio Melazzi      |
| Cons. Spartus                 | Alastair Duncan          | Silvano Piccardi     |
| Cons. Tevos                   | Jan Alexandra Smith      | Angiolina Gobbi      |
| Cons. Valern                  | Armin Shimerman          | Aldo Stella          |
| Dalatrass Linron              | Grey Griffin             | Giuliana Nanni       |
| David Archer                  | Jesse Gervais            | Pino Pirovano        |
| Din Korlack                   | Lex Lang                 | Marco Balzarotti     |
| Dominic Osoba                 | Daniel Riordan           | Marco Balzarotti     |
| Dott. Ann Bryson              | Fay Masterson            | Alessandra De Luca   |
| Dott. Chakwas                 | Carolyn Seymour          | Stefania Patruno     |
| Dott. Chloe Michel            | Jan Alexandra Smith      | Silvana Fantini      |
| Dott. Garneau                 |                          | Gianni Quillico      |
| Dott. Garret Bryson           | David Sobolov            | Antonello Governale  |
| Elijah Khan                   |                          | Aldo Stella          |
| Emily Wong                    |                          | Francesca Perilli    |
| Ereba                         | Vanessa Marshall         | Daniela Fava         |
| Gabby Daniels                 | Dannah Feinglass Phirman | Alessandra Felletti  |
| Gavin Archer                  | Simon Templeman          | Pino Pirovano        |
| Gen. Corinthus                | Peter Giles              | Silvano Piccardi     |
| Gen. Oleg Petrovsky           | Brian George             | Diego Sabre          |
| Greg Adams                    | Roger L. Jackson         | Claudio Ridolfo      |
| Harrot                        |                          | Natale Ciravolo      |
| Henry Lawson                  | Alan Dale                | Giorgio Bonino       |
| Il Leviatano                  | Anthony Skordi           | Alex Poli            |
| Jondum Bau                    | Jon Curry                | Paolo Sesana         |
| Kahlee Sanders                | Grey Griffin             | Beatrice Caggiula    |
| Kelly Chambers                | Cara Pifko               | Loretta Di Pisa      |
| Kenneth Donnelly              | John Ullyatt             | Renato Novara        |
| Khalisah Bint al-Jilani       | April Banigan            | Renata Bertolas      |
| Kirrahe                       | George Szilagyi          | Diego Sabre          |
| Kolyat Krios                  | Quinton Flynn            | Aldo Stella          |
| Magg. Coats                   | Nicholas Boulton         | Claudio Beccari      |
| Matriarca Aethyta             | Claudia Black            | Elisabetta Cesone    |
| Nyreen Kandros                | Sumalee Montano          | Tina Venturi         |
| Oriana Lawson                 | Laura Bailey             | Renata Bertolas      |
| Septimus Oraka                | Fred Tatasciore          | Giorgio Melazzi      |
| Sha'ira                       |                          | Daniela Fava         |
| Tarquin Victus                | John Rubinow             | Alessandro Zurla     |
| Urdnot Wreav                  |                          | Pietro Ubaldi        |
| Victory                       | David Sobolov            | Matteo Zanotti       |
| Zymandis                      | Mark Meer                | Paolo Sesana         |

Personaggi minori: Lucia Angella, Diego Baldoin, Giovanni Battezzato, Claudio Beccari, Andrea Bolognini, Alice Bongiorni, Giorgio Bonino, Greta Bortolotti, Domenico Brioschi, Davide Capostagno, Francesco Cataldo, Alessandro Conte, Federico Danti, Tania De Domenico, Massimo Di Benedetto, Valeria Falcinelli, Raffaele Fallica, Donatella Fanfani, Silvana Fantini, Renzo Ferrini, Dario Follis, Davide Fumagalli, Alessandro Germano, Angiolina Gobbi, Francesca Jemma, Dino Lanaro, Rosa Leo Servidio, Massimiliano Lotti, Lucy Matera, Anna Mazza, Francesco Mei, Maurizio Merluzzo, Giuliana Nanni, Alberto Olivero, Daniele Ornatelli, Antonio Paiola, Michele Radice, Claudio Ridolfo, Veronica Rocca, Caterina Rochira, Diego Sabre, Gualtiero Scola, Alberto Sette, Andrea Simone, Elisabetta Spinelli, Federico Zanandrea, Aglaia Zannetti, Emilio Zannetti

## Sviluppo
Il 10 dicembre 2010 BioWare ha pubblicato la sinossi del gioco, ma il contenuto è stato rimosso in attesa di un annuncio ufficiale agli Spike Video Game Awards 2010. Il giorno seguente, il gioco è stato finalmente confermato, e l'annuncio ufficiale è stato accompagnato dalla pubblicazione del primo teaser trailer del gioco: ambientato a Londra, mostra un soldato riparatosi nelle rovine del Palazzo di Westminster, intento a commentare i numeri delle vittime umane nell'assalto condotto contro la Terra. Viene mostrata una sequenza in cui i Razziatori devastano la città, quindi il trailer stacca su Shepard che osserva il tutto dall'orbita.
Il 5 giugno 2012, a 3 mesi dalla pubblicazione delle versioni per Microsoft Windows, Xbox 360 e PlayStation 3 del gioco, è stata invece annunciata l'uscita di una versione per Wii U, Mass Effect 3 Special Edition, poi pubblicata al lancio della nuova console.
Mass Effect 3 Special Edition contiene tutti i DLC gratuiti prodotti prima della sua pubblicazione mentre, secondo quanto dichiarato da Electronic Arts, non ci sono piani per la distribuzione dei DLC a pagamento.

## Marketing
Prima dell'uscita di Mass Effect 3, EA ha attaccato a dei palloni aerostatici delle copie del gioco munite di GPS, e, lanciandole in giro per il mondo, ha permesso ad alcune persone, nel caso trovassero il punto di atterraggio di una delle copie, di avere una copia di Mass Effect 3 Space Edition (contenente un modellino della Normandy SR-2 dell'Alleanza) gratuitamente poco prima dell'uscita.

### Edizioni Limitate
Oltre alla versione standard di Mass Effect 3 esistono due versioni deluxe del gioco, una venduta su supporto fisico e una in distribuzione digitale in esclusiva su Origin, piattaforma di vendita di EA:
- la N7 Collector's Edition, contenente il DLC Dalle ceneri, il pacchetto arsenale N7 (4 armi bonus), un pacchetto di abiti alternativi per i compagni di squadra, una felpa N7 e un cane robotico per Shepard, un artbook di 70 pagine, una litografia della Normandy, un fumetto e una toppa N7.
- la N7 Digital Deluxe Edition, contenente il DLC Dalle ceneri, il pacchetto arsenale N7 (4 armi bonus), un pacchetto di abiti alternativi per i compagni di squadra, una felpa N7 e un cane robotico per Shepard e i contenuti fisici della Collector's in versione digitale (artbook, litografia, fumetto).

Entrambe le versioni deluxe sono state arricchite con la colonna sonora del gioco e una collezione di avatar relativi all'universo di Mass Effect da utilizzare su internet.
Inoltre solo in Italia, in esclusiva da GameStop, è stata venduta un'edizione limitata (1100 pezzi) chiamata Mass Effect 3 Alliance Edition, contenente, oltre alla N7 Collector's Edition, una litografia, un notebook codex con il logo dell'Alleanza e una riproduzione in resina della Normandy.

### FemShep
A differenza di quanto accaduto con Mass Effect e Mass Effect 2, anche la versione femminile del Comandante Shepard (chiamata comunemente FemShep) è stata inclusa nella campagna di promozione del gioco: ha avuto un trailer dedicato ed è stata inserita nel retro della copertina dell'edizione standard (che quindi è double-face) e nei contenuti bonus della N7 Collector's Edition. In fase di produzione del gioco, inoltre, BioWare ha permesso ai fan del gioco di decidere il suo aspetto standard tramite due sondaggi su Facebook.

## Accoglienza

### Critiche al primo DLC
Il primo DLC, intitolato Dalle ceneri, pur essendo uscito contemporaneamente al gioco deve essere acquistato a parte. La scelta di non includerlo nel pacchetto standard del gioco (ma solo nelle edizioni Deluxe) e di richiedere quindi un ulteriore esborso monetario è stata particolarmente criticata dai giocatori, i quali avrebbero voluto che tale DLC venisse reso disponibile gratuitamente per tutti.

### Critiche al finale
Nei giorni immediatamente successivi all'uscita del gioco si è manifestata una forte insofferenza da parte dei giocatori riguardo alla parte finale del gioco, insofferenza che riguarda in particolare una percepita non varietà dei finali, un agire fuori personaggio ed una mancanza di una percepibile importanza delle scelte accumulate nei capitoli precedenti e nel gioco stesso sul finale. Inoltre nel finale sarebbero presenti numerose incongruenze e inconsistenze nella trama (detti plot hole in inglese). Oltre ai già citati fattori non piaciuti alla comunità videoludica, il particolare finale non ha soddisfatto i giocatori per il ruolo marginale del comandante Shepard dopo che lo stesso ha effettuato la scelta tra le ultime azioni disponibili: l'avventura di Shepard termina in sostanza ad azione compiuta, lasciando così ampi interrogativi sulla sua fine, su quella dei suoi alleati e sulle conseguenze che la scelta ha sulla galassia, deludendo inoltre coloro che aspettavano un finale con il classico lieto fine per il comandante Shepard.
Via via che in tutto il mondo sempre più persone terminavano il gioco la questione è emersa sempre più chiaramente: un sondaggio sul forum ufficiale con decine di migliaia di voti dà l'insoddisfazione al 91%. Su quest'onda è nato il movimento "RetakeMassEffect" per richiedere una rivisitazione della parte finale, coordinare le richieste e chiarire al meglio le ragioni della protesta. Il 21 marzo BioWare ha quindi affermato di essere al lavoro su una serie di iniziative capaci di chiudere le questioni rimaste in sospeso nel finale originale mantenendo, allo stesso tempo, l'integrità artistica del gioco, e il 5 aprile è stato annunciato ufficialmente Mass Effect 3: Extended Cut, DLC gratuito in programma per l'estate del 2012.

#### I meme sul «Marauder Shields»
In seguito alle forti critiche della comunità videoludica sul finale di Mass Effect 3, sui siti 4chan e Reddit cominciarono a circolare voci, sotto forma di battute goliardiche, sul fatto che l'ultimo nemico del gioco, un Predatore (un Turian mutato dai Razziatori), fosse stato messo nel videogioco per impedire ai giocatori di giungere al finale così deludente. Il Predatore, nella versione originale Marauder, è un'esile creatura corazzata dotata di scudi, pertanto quando viene puntato dal mirino dell'arma del videogiocatore appare sotto il suo nome ("Predatore" nella versione italiana o "Marauder" in inglese) la barra che indica quanta protezione (oltre alla salute di base) gli è rimasta, con sotto scritta la parola "Scudi" ("Shields"). Quindi questo particolare Predatore, l'ultimo nemico che si potrà uccidere nel videogioco, è stato ribattezzato dai giocatori Marauder Shields (che letteralmente in italiano sarebbe "Predatore Scudi") ed è stato oggetto di numerosi meme che lo osannavano e lo dipingevano come un vero e proprio eroe.

#### Teoria dell'indottrinamento di Shepard
Parallelamente alle proteste sul finale, numerosi fan ed alcuni siti specializzati formularono una teoria potenzialmente in grado di risolvere gran parte dei dubbi sul finale. Secondo questa teoria, il comandante Shepard sarebbe stato parzialmente indottrinato dai Razziatori senza rendersene conto e gran parte della sequenza finale sarebbe una "lotta" psicologica che Shepard combatte dentro di sé per sfuggire al controllo mentale (che può concludersi con una vittoria o con un fallimento a seconda delle scelte del giocatore); i giocatori stessi sarebbero portati a non accorgersi di quanto accade al comandante, venendo a loro volta "ingannati" dai Razziatori ed in questo modo portati a compiere delle scelte che condannerebbero la galassia.
La BioWare successivamente ha lodato i fan per aver elaborato un simile scenario alternativo, ma chiarito che questa interpretazione del finale non era quella da loro intesa nel realizzare il gioco.

#### Extended Cut
Mass Effect 3: Extended Cut è stato infine pubblicato il 26 giugno per gli utenti PC, Xbox 360 e PlayStation 3 in Nord America, e a partire dal 4 luglio è disponibile anche per gli utenti PlayStation 3 europei. Come preannunciato da BioWare il DLC offre ai giocatori una versione estesa dei finali già presenti del gioco e il suo scopo, secondo quanto dichiarato dalla stessa software house, è chiarire alcuni dei dubbi che erano stati espressi dai fan della trilogia e mostrare l'impatto delle azioni del proprio personaggio sul futuro della galassia. In aggiunta alla versione dettagliata dei finali già presenti è tuttavia stato inserito anche un quarto finale, sbloccabile rifiutando le alternative proposte dal Catalizzatore o cercando di sparargli quando si riassume il controllo del personaggio. Per quanto riguarda il finale rosso, Distruzione, non sono però stati risolti i dubbi che erano sorti tra i giocatori sulla sorte effettiva di Shepard.

### Critiche al multiplayer
Per ottenere il miglior finale possibile è necessario giocare in multiplayer: grazie a questo è infatti possibile aumentare la reattività galattica che, altrimenti, giocando solo il single player resterebbe fissa al 50%, dimezzando le forze effettivamente disponibili nello scontro finale con i Razziatori.
Prima dell'uscita del gioco BioWare aveva però dichiarato che, giocando esclusivamente il single player, sarebbe stato comunque possibile sbloccare tutti i finali del gioco: sembra che questo sia vero solo per i giocatori che, nei due precedenti capitoli, hanno fatto delle scelte ben precise in varie situazioni cruciali.